# Cyrielle Clair

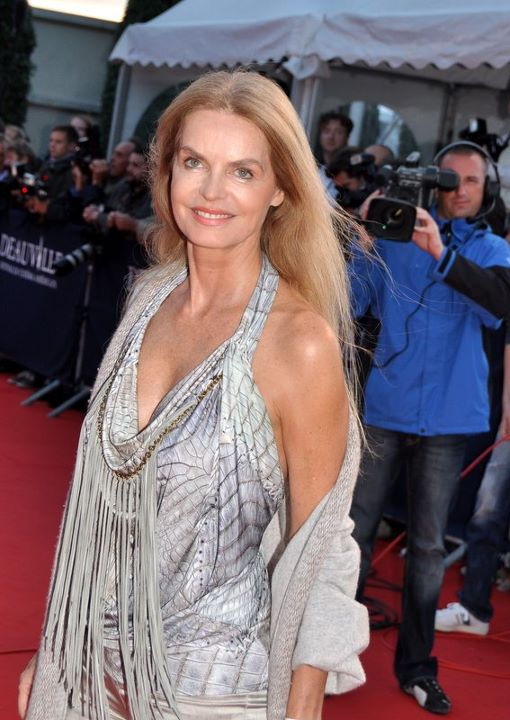
Cyrielle Claire (2011)

Cyrielle Clair (* 1. Dezember 1955 in Paris, Frankreich als Cyrielle Claire Besnard) ist eine französische Schauspielerin.

## Leben
Cyrielle Clair schloss ihr Studium in Wirtschaftswissenschaften an der Sorbonne ab und spielte parallel als Schauspielerin am Theater. Ihr Leinwanddebüt gab sie in dem 1978 erschienenen und von Just Jaeckin inszenierten Liebesdrama Le dernier amant romantique an der Seite von Dayle Haddon und Fernando Rey. Seitdem war sie in Filmen wie Der Profi (1981), Gesetz des Terrors (1986) und Väter und Söhne (1986) zu sehen. Für ihre Schauspielleistungen wurde sie 2001 von der Kultusministerin Catherine Tasca mit einem Chevalier dans l’Ordre des Arts et des Lettres ausgezeichnet.

## Filmografie (Auswahl)
- 1978: Le dernier amant romantique
- 1981: Der Profi (Le Professionnel)
- 1983: Die schöne Gefangene (La belle captive)
- 1984: Camelot – Der Fluch des goldenen Schwertes (Sword of the Valiant – The Legend of Gawain and the Green Knight)
- 1985: Codename: Emerald
- 1986: Gesetz des Terrors (Sword of Gideon)
- 1986: Väter und Söhne
- 1988: Hot Paint – Eine verdammt heiße Ware (Hot Paint)
- 1988: Skandal in Verona (Fratelli)
- 1990–1991: Auf eigene Faust (Counterstrike, Fernsehserie, 24 Folgen)
- 1991: S.A.M. – Reise durch die Zeit (Top Kids)
- 1996: Shampoo, Sex und Politik (Metalmeccanico e parrucchiera in un turbine di sesso e di politica)
- 2003: Die Vollchaoten (Les gaous)
- 2004: Nachname (Shem)
- 2005: Kommissar Moulin (Commissaire Moulin, Fernsehreihe, eine Folge)
- 2010: Un mari de trop
- 2016: Frantz